# 1998 FY11
1998 FY11 är en asteroid i huvudbältet som upptäcktes den 24 mars 1998 av NEAT vid Haleakalā-observatoriet.
Asteroiden har en diameter på ungefär 12 kilometer.